# Annie Vivanti
Anna Emilia Vivanti, mais conhecida por Annie Vivanti (Norwood, Inglaterra, 7 de Abril de 1866 – Turim, 20 de Fevereiro de 1942) foi uma poetisa italiana, de formação multi-cultural e com experiência de vida em vários países, foi uma personagem de interesses multiformes, protagonista central da vida intelectual e mundana das cidades onde viveu.

## Poéticas
O encontro entre diferentes culturas, línguas, nacionalidades e religiões constitui o caráter excepcional da vida e da experiência literária de Annie Vivanti, única no contexto italiano. Nascida e criada em contato direto com a realidade inglesa, italiana, alemã e americana, Annie assimilou e fundiu esses diferentes componentes culturais e espirituais, filtrando-os pelas lentes de um sentimentalismo totalmente latino, mas também de um pragmatismo puramente anglo-saxão que em ela foi exaltada e resumos.
Seu marido John Chartres, um empresário e jornalista, mas também um pecador ativista pela independência irlandesa, acrescentou um componente de paixão política na vida de Annie - que já havia recebido a marca do exemplo de seu pai - que a levou, nos anos de maturidade, participar ativamente dos acontecimentos políticos irlandeses e italianos, em tom irredentista, contra o status quo imposto pelas grandes nações, principalmente pela Inglaterra. Conversão ao catolicismo completado poucos dias depois de sua morte, em 1942, representa o elo final de uma jornada heterogênea e fascinante por todas as formas de espiritualidade humana, meta que Vivanti alcançou no final de um complexo itinerário espiritual e existencial.
Grande viajante, plenamente inserida nos contextos em que viveu, ordenadora de sua própria realidade, Annie Vivanti sempre nutriu um sentimento contraditório em relação à Inglaterra - país onde nasceu e do qual sempre foi cidadã - sentiu-se congênita com a vida americana. e mentalidade, mas escolheu a Itália como sua pátria. No entanto, qualquer atribuição de caráter nacional é redutora para seu temperamento apátrida e multifacetado: Annie Vivanti na Itália, Annie Vivanti Chartres na Europa, Anita Vivanti Chartres - ou apenas Anita Chartres - nos Estados Unidos, as diferentes imagens que ela ofereceu de si mesma a seus amigos. tantos públicos simbolizam totalmente sua mutabilidade volage, que se materializa na única dimensão espaço-temporal que lhe é adequada, o "aqui e agora", um presente contínuo sem raízes, sem projeções ou perspectivas, um movimento perpétuo e arejado que dá ao seu trabalho uma sensação de frescura e espontaneidade imediatismo, permitindo-lhe dar ao leitor uma série de impressões latejantes e emocionalmente envolventes que encontram nos romances e contos os resultados mais felizes. Annie Vivanti não pertence a um único gênero literário nem se aproxima de um movimento cultural específico, dada sua internacionalidade e formação desordenada. Certamente fortes são os ecos da poesia de Heine, bem como - para o contexto italiano - as sugestões românticas tardias do último período de Scapigliatura, particularmente presente na ópera e na artista de concertos do café Marion, e sem dúvida o encontro e a presença de Carducci a mantiveram afastada seja pela influência predominante de D'Annunzio, alimentando em seus versos o ar de obstinada, tanto pelos temas quanto pelos estilos que interessou a escrita feminina de sua época.
Terminada a experiência da poesia, Vivanti encontrou o caminho do maior sucesso no romance e no conto, elaborando e inaugurando, com técnica segura, uma espécie de best-seller cativante, escrito com estilo rápido e sugestivo, a quem sucesso um contínuo refiro-me a ideias autobiográficas, sempre presentes mas dosadas e amalgamadas com o contexto narrativo a tal ponto que o leitor quase nunca sabe reconhecer a fronteira onde a realidade se desvanece em ficção: é o caso de Marion, artista do café concerto (em que personagens e ambientes levam ao período juvenil das experiências teatrais de Annie) e acima de tudo de I devourers, uma saga familiar cujo tema subjacente é a predestinação do Gênio (primeiro um pequeno poeta, depois umenfant prodige da música) para inevitavelmente "devorar" aqueles que estão mais próximos dele e amá-lo. Ou ainda o caso mais complexo de Circe, romance-confissão de Maria Tarnowska (protagonista de um famoso acontecimento sangrento na Itália em 1907), em que a própria autora é a interlocutora da protagonista, e não deixa de sugerir que só o destino poderia levar duas mulheres com experiências de vida apenas aparentemente diferentes a destinos diferentes.
Já na maturidade, a experiência de guerra e o compromisso político são enxertados nas tramas já consolidadas nas peças O Invasor (que trata do trágico tema dos estupros de meninas belgas durante a ocupação alemã, motivo que também será a base da novela Vae victis) e Le bocas inúteis (sobre o drama moral de um soldado entre a escolha patriótica e emocional), ou por trás de um estilo irônico e leve esconde - em tripudianos naja - a denúncia contra a sociedade corrupta do primeiro período de pós-guerra que enreda em suas voltas perversas os povos mais ingênuos e menos preparados culturalmente. Nos anos 20, cada vez mais levado pelo apoio às nacionalidades oprimidas, em Mea culpa Annie Vivanti expressou uma acusação real contra o colonialismo inglês no Egito e uma defesa apaixonada das reivindicações nacionalistas que já haviam sido exaltadas na Terra de Cleópatra, ao invés de um verdadeiro romance do Egito na luta contra o domínio inglês.
Temas mais leves, às vezes até brincalhões, um estilo igualmente brilhante e irônico, poderíamos dizer verdadeiramente britânico, caracterizam as coleções de contos, que apareceram nos principais jornais italianos antes de serem reunidas em volume, e sua produção para a infância para testemunhar um caminho artístico verdadeiramente completo.

## Trabalhos

### Em italiano
- Lirica, Milão, Treves 1890
- Marion artista di caffè-concerto, Milão, Chiesa 1891
- I divoratori, Milão, Treves 1911
- Circe, Milão, Quintieri 1912
- L'Invasore, Milão, Quintieri 1915
- Vae Victis, Milão, Quintieri 1917
- Zingaresca, Milão, Quintieri 1918
- Le bocche inutili, Milão, Quintieri 1918
- Naja tripudians, Firenze, Bemporad 1920
- Gioia, Firenze, Bemporad 1921
- Marion, Firenze, Bemporad 1921
- ... Sorella di Messalina, Turim, Letteraria 1922
- Sua altezza (Favola candida), Firenze, Bemporad 1923
- Terra di Cleopatra, Milão, Mondadori 1925
- Perdonate Eglantina, Milão, Mondadori 1926
- Mea culpa, Milão, Mondadori 1927
- Fosca, sorella di Messalina, Milão, Mondadori 1931
- Salvate le nostre anime, Milão, Mondadori 1932
- Il viaggio incantato, Milão, Mondadori 1933

### em Inglês
- The Hunt for Happiness, Londres, W. Heinemann, 1896.
- Perfect, in « Cosmopolitan », n. 22, dez. 1896, pp. 185–200.
- En passant, in « The Idler », vol 11, 1897, pp. 234–241.
- Houp-là!, in « Mousey's Magazine » n. 18, out. 1897, pp. 25–32.
- A Fad, in « Leslie's Weekly », Feb. 9, 1899, pp. 105–106; Feb. 16, 1899, pp. 125–126; Fev. 23, 1899, pp. 145–146.
- The Hunt for Happiness, (Sendo uma exceção de Tales from Town Topics, n. 20), Nova York, Town Topics Publishing Company, 1900.
- The ruby ring, San Antonio, Maverick-Clarke litho, 1900.
- Winning him back, Nova York–Londres, The smart set publishing co., 1904.
- The story of a Wunderkind as told by her mother, Annie Vivanti, in « The saturday evening post », 1905, pp. 13–14.
- The True Story of a Wunderkind told by its mother Annie Vivanti, in Pall Mall Magazine vol. 35, Jan/June1905, pp. 55–59.
- The Devourers, Londres, William Heinemann, 1910.
- The Devourers, Nova York-Londres, G. P. Putnam's sons 1910.
- Marie Tarnowska, Londres, Heinemann, 1915.
- Marie Tarnowska; com e carta introdutória por L.M. Bossi of the University of Genoa. Publicadas: Nova York, The Century CO, 1915.
- The Outrage, Nova York, A. A. Knopf, 1918.
- Vae victis!, Londres, Edward Arnold 1917.

### Versos para música
- Baci mortali, versi di A. Vivanti, musica de Francesco Paolo Frontini - Venturini - 1904
- Viole bianche, versi di A. Vivanti, musica de F. P. Frontini, foi publicado pela Società Musicale Napoletana em 1898 e depois retomado pela Editore Forlivesi de Florença.

### Novas edições
- G. Carducci, A. Vivanti, Addio caro Orco. Lettere e ricordi, a cura di Anna Folli, Milão, Feltrinelli 2004.
- Racconti Americani, editado por Carlo Caporossi com nota de Anna Folli, Palermo, Sellerio 2005
- Marion artista di caffè-concerto, editado por Carlo Caporossi com nota de Anna Folli, Palermo, Sellerio 2006.
- Tutte le poesie. Edizione critica con antologia di testi tradotti, editado por Carlo Caporossi, Firenze, Olschki 2006.
- I divoratori, editado por Carlo Caporossi com um ensaio de Georg Brandes, Palermo, Sellerio 2008.
- Circe. Il romanzo di Maria Tarnowska, editado por Carlo Caporossi, Milão, 2012.
- Naja tripudians, editado por Riccardo Reim, Milão, 2014
- Sua Altezza! (Favola candida), editado por Marco Bisanti, Roma, Ensemble, 2014.